# Palazzo Malfatti (Vigolo Vattaro)
Palazzo Malfatti è un edificio storico nel centro di Vigolo Vattaro di proprietà della famiglia Malfatti. Il palazzo si trova in via Roma da cui è visibile l'intera facciata sud.

## Storia
L’edificio, costruito su di una preesistenza medioevale, fu integralmente riedificato nel XVI secolo per divenire residenza estiva per le alte prelature che villeggiavano nei dintorni di Trento durante il Concilio Tridentino indetto da Papa Paolo III.
Nel 1763 la proprietà è attestata a Gaodenzo Antonio Alessandrini e solo dopo il 1840 passa al Baron Cesare Malfatti di Rovereto e alla sua famiglia che ne detiene ancora oggi il possesso.
Durante la Prima Guerra Mondiale il palazzo ha ospitato un gran numero di prigionieri costretti ai lavori forzati sul fronte austriaco e al tempo della Seconda Guerra Mondiale viene utilizzata come sede del comando delle truppe di occupazione. Durante le incursioni aeree la popolazione trovò rifugio nella profonda cantina del palazzo. In ricordo del ruolo di rifugio che il palazzo assunse per tutta la popolazione gli ha meritato il nome amichevole di “Il Palaz”.

## Il Palazzo
Il palazzo, di chiara impostazione cinquecentesca, presenta una pianta a croce inscritta con una serie di ambienti voltati a crociera e a botte unghiata al piano terra, mentre soffitti piani a travoni lignei al primo piano. All’interno l’edificio ha subito una serie di interventi di restauro, con pavimenti in legno grezzo e finestre a cui si accede attraverso scalini in muratura. La grande cucina è lastricata con lastre di ardesia e al di sopra del focolare presenta una grande cappa. 
Il palazzo si trova all’interno di un vasto parco dominato da pini, faggi e ippocastani centenari dove sono presenti anche degli edifici rustici originali, un tempo adibiti a stalla e fienile ed ora completamente ristrutturati.